# Simple Math
Simple Math es el tercer álbum de estudio de la banda estadounidense de indie rock Manchester Orchestra. Fue lanzado el 9 de mayo de 2011 a través del sello discográfico independiente Favorite Gentlemen Recordings y producido por Dan Hannon.
El letrista y vocalista de la banda Andy Hull, ha dicho que Simple Math es un álbum conceptual que cuenta una historia desde su propia perspectiva; "Es la historia de un joven de 23 años que cuestiona todo, desde el matrimonio hasta el amor, la religión y el sexo. A veces, incluso para mí mismo, es difícil descifrar con quién estoy hablando en realidad. Todo lo que he escrito en el pasado ha sido sobre esas cosas. Este álbum es la forma más realizada de mi cuestionamiento". Una semana antes de su lanzamiento oficial, el álbum completo estaba disponible para su transmisión en su sitio web oficial.
Liderado por la canción principal y el sencillo "Simple Math", el álbum fue un éxito para la banda, obtuvo elogios de los críticos musicales y debutó en el número veintiuno en el Billboard 200, el más alto de su carrera, y en el número ocho en la lista Billboard Rock Albums con ventas de la semana de apertura de 18.000 unidades.

## Lista de canciones
Todas las canciones escritas y compuestas por Andy Hull. 
| N.º | Título           | Duración |  |
| 1.  | «Deer»           | 3:18     |  |
| 2.  | «Mighty»         | 3:39     |  |
| 3.  | «Pensacola»      | 3:36     |  |
| 4.  | «April Fool»     | 4:21     |  |
| 5.  | «Pale Black Eye» | 4:17     |  |
| 6.  | «Virgin»         | 4:28     |  |
| 7.  | «Simple Math»    | 5:05     |  |
| 8.  | «Leave It Alone» | 4:06     |  |
| 9.  | «Apprehension»   | 4:34     |  |
| 10. | «Leaky Breaks»   | 7:14     |  |

## Posicionamiento en lista
| Lista (2011)                       | Posición |
| ---------------------------------- | -------- |
| Canada Albums Chart (Billboard)    | 78       |
| U.S Billboard 200                  | 21       |
| U.S Rock Albums (Billboard)        | 8        |
| U.S Alternative Albums (Billboard) | 5        |
| U.S Tastemaker Albums (Billboard)  | 9        |

## Personal
Manchester Orchestra
- Andy Hull - letras, voz, guitarra, teclados
- Chris Freeman - percusión, teclados
- Jonathan Corley - bajo
- Robert McDowell - guitarra, pasante